# Grafo antena
En el campo matemático de la teoría de grafos, el grafo antena   es un grafo plano no dirigido con 6 vértices y 7 aristas, cuya representación gráfica se asemeja a una antena. Es parte del catálogo de grafos pequeños del Information System on Graph Classes and their Inclusions.

## Propiedades generales
Es plano, ya que puede representarse en el plano sin que sus aristas de crucen. Es 1-conexo por vértices, tiene un vértice de corte. Es 1-conexo por aristas. 

## Coloración
El número cromático del grafo triángulo es 3. Esto es, que es posible colorear los vértices con tres colores tal que dos vértices conectados por una arista tengan siempre colores diferentes.
El índice cromático del grafo es 3.  Esto es, existe una 3-coloración por aristas del grafo tal que dos aristas incidentes a un mismo vértice son siempre de colores diferentes.
El polinomio cromático es igual a {\displaystyle (x-2)(x-1)^{2}x(x^{2}-3x+3)}.

## Propiedades algebraicas
El grupo de automorfismo del grafo antena es isomorfo al grupo abeliano de orden 2, Z/2Z
El polinomio característico del grafo es : {\displaystyle (x-1)x^{2}(x+2)(x^{2}-x-4)}.